# CooperPam
CooperPam (Cooperativa dos Trabalhadores Autonômos em Transporte de São Paulo) foi uma cooperativa de transportes que operou na cidade de São Paulo até o ano de 2015. Durante o período de operação, era afiliada ao Consórcio Autho Pam.

## Breve história
Com a privatização da CMTC em 1993, o transporte de São Paulo passou por inúmeras dificuldades, sendo uma delas, a operação de ônibus e vans clandestinas. Por muitos anos vans clandestinas circularam pelas ruas de São Paulo, fugindo da fiscalização, desviando itinerários.

### Clandestinidade
Em meados do ano 2000, as lotações (como eram conhecidas as vans clandestinas em São Paulo) dominavam as ruas da Capital Paulista, muitas delas eram dotadas de rádios que se interligavam com os de outros operadores, com isso, os "Perueiros" fugiam da fiscalização.

### O fim da clandestinidade
Com o início do Sistema Interligado em 2003, os condutores de lotações formaram
cooperativas de transporte e sairam da clandestinidade. A cidade foi dividida em oito áreas e cada uma delas ganhou uma cor, para identificar a frota, terminais e estações de transferência, abrigos e pontos de parada. A CooperPam formou junto com a Cooperauhton o antigo Consórcio Autho Pam. O Consórcio Autho Pam tornou-se responsável pelo transporte alternativo das áreas 6 e 7, representadas pelas cores azul celeste e bordô respectivamente.

### Descredenciamento da Cooperauhton
Os problemas da Cooperauhton começaram em 12 de setembro de 2007, quando um veículo da frota perdeu uma roda, matando um homem de 26 anos. Doze dias depois, em 24 de setembro de 2007, outro veículo perdeu o eixo e deixou duas pessoas feridas. Três dias depois, em 27 de setembro de 2007, mais um veículo perdeu a roda e feriu uma adolescente de 14 anos. Depois dos acidentes, a prefeitura de São Paulo resolveu descredenciar a Cooperauhton, em 1 de outubro de 2007. Com isso, algumas linhas e parte da frota que pertenciam a Cooperauhton foram repassadas para a CooperPam.

### Cooperados
Contou com mais de 1200 cooperados. A CooperPam não opera mais no transporte coletivo de São Paulo, mas ainda administra o patrimônio adquirido ao longo dos anos.

### Transwolff
Foi sucedida pela Transwolff em 2015, devido uma nova licitação de ônibus do transporte urbano feita pela SPTrans e pela Prefeitura de São Paulo.

### Empresas de ônibus suspeitas de ligação com a facção criminosa
Em 9 de abril de 2024, uma operação, realizada pelo Ministério Público de São Paulo, Polícia Militar, Receita Federal e pelo Conselho Administrativo de Defesa Econômica (Cade), prendeu os dirigentes da empresa de ônibus Transwolff, que opera na Zona Sul da capital do estado de São Paulo, por suspeita de envolvimento com a facção criminosa Primeiro Comando da Capital (PCC). Um dirigente da UPBus, que opera na Zona Leste, estava foragido. A Polícia Militar encontrou armamento, dinheiro e joias na casa de dono da Transwolff, responsável por linhas da Zona Sul da capital. A investigação aponta que as empresas eram usadas pela facção criminosa para lavar dinheiro do tráfico de drogas e de outros crimes. Após determinação judicial, a Prefeitura de São Paulo assumiu a operação das linhas de ônibus das empresas Transwolff e UPBus, que foram alvos de uma operação do Ministério Público.
Em 24 de abril de 2024, a Justiça de São Paulo tornou réus dez dirigentes da Transwolff, empresa de ônibus investigada por ter ligação com a facção criminosa Primeiro Comando da Capital.
Em 4 de junho de 2024, a Justiça de São Paulo concedeu liberdade a dois dirigentes da Transwolff, empresa de ônibus investigada por ligação com PCC.
Em 2 de agosto de 2024, a prefeitura de São Paulo contratou uma organização privada para realizar auditoria independente nas empresas de ônibus Transwolff e a UPBus, ambas investigadas por suposta ligação com a facção criminosa.
Em 29 de janeiro de 2025, a Prefeitura de São Paulo proibiu a UPBus e a Transwolff, ambas investigadas por ligação com a organização criminosa PCC, de operarem linhas de ônibus na capital.